# Swink (Colorado)
Swink es un pueblo ubicado en el condado de Otero en el estado estadounidense de Colorado. En el Censo de 2010 tenía una población de 617 habitantes y una densidad poblacional de 902,37 personas por km².

## Geografía
Swink se encuentra ubicado en las coordenadas 38°0′51″N 103°37′41″O / 38.01417, -103.62806. Según la Oficina del Censo de los Estados Unidos, Swink tiene una superficie total de 0.68 km², de la cual 0.68 km² corresponden a tierra firme y (0%) 0 km² es agua.

## Demografía
Según el censo de 2010, había 617 personas residiendo en Swink. La densidad de población era de 902,37 hab./km². De los 617 habitantes, Swink estaba compuesto por el 78.77% blancos, el 0.49% eran afroamericanos, el 0.81% eran amerindios, el 0.32% eran asiáticos, el 0% eran isleños del Pacífico, el 16.05% eran de otras razas y el 3.57% pertenecían a dos o más razas. Del total de la población el 27.71% eran hispanos o latinos de cualquier raza.